# ساندور ناغي (سياسي)
ساندور ناغي (بالمجرية: Nagy Sándor)‏ هو نقابي واقتصادي وسياسي مجري، ولد في 2 نوفمبر 1946 في المجر، وتوفي في 24 أغسطس 2015 في بودابست في المجر. حزبياً، نشط في حزب العمال الاشتراكي المجري والحزب الإشتراكي المجري. وقد انتخب عضو الجمعية الوطنية المجرية (28 يونيو 1994 – 15 مايو 2006) وانتخب عضو الجمعية الوطنية المجرية (5 أكتوبر 1988 – 1 مايو 1990).